# Indioscaptor indicus
Indioscaptor indicus is een rechtvleugelig insect uit de familie veenmollen (Gryllotalpidae). De wetenschappelijke naam van deze soort is voor het eerst geldig gepubliceerd in 1996 door Bhargava.